# Anna Hetzer
Anna Hetzer (geboren 1986 in Hannover) ist eine deutsche Autorin. 

## Leben und Werk
Anna Hetzer wuchs in Berlin auf. Sie studierte Medizin, Philosophie und Literatur in Berlin, promovierte 2015 in experimenteller Neurologie und war anschließend in einer psychiatrischen Klinik tätig. Sie ist literarisch in unterschiedlichen Autorengruppen und Kunstkooperationen aktiv, so ist sie Mitglied bei G13, Babelsprech, dem Kollektiv für das, was passiert, sowie dem Projekt handverlesen, das einem künstlerischen Austausch mit Gebärdenpoetinnen gewidmet ist und für das Anna Hetzer Lyrik aus der Gebärdensprache in die Schriftsprache überträgt. Sie veröffentlichte mehrere Lyrikbände und einen Essayband. Gedichte von Anna Hetzer erschienen auch in Anthologien wie beispielsweise 2018 und 2021 im Jahrbuch der Lyrik und 2020 in dem im Reclam Verlag erschienenen Band Frauen | Lyrik. Gedichte in deutscher Sprache sowie in zahlreichen Literaturzeitschriften, darunter Akzente, Metamorphosen und PS-Politisch Schreiben. Ihre Lyrik wurde mehrfach ausgezeichnet, so etwa 2021 mit dem Wolfgang-Weyrauch-Förderpreis; 2018 war sie Finalistin für den Lyrikpreis Meran sowie den Ulla-Hahn-Autorenpreis.
Seit Dezember 2022 ist sie Mitglied im PEN Berlin.

## Rezeption
Bei der Verleihung des Wolfgang-Weyrauch-Förderpreises lobte die Jury die Lyrik Anna Hetzers unter anderem mit den Worten „Fernab jeder pathetischen Bekenntnisgestik werden Motive der Geschlechtlichkeit, der fluiden Gender-Konstruktion und des weiblichen Körpers in anspielungsreiche Verse gefasst“. Jonis Hartmann schrieb über ihren Band Kipp-Bilder, ihre Gedichte seien „grundsätzlich nicht sicher“ und „voll mehrperspektivischer Relativität“.

## Preise und Stipendien
- 2024 Stadtschreiberin Tübingen
- 2023 Basler Lyrikpreis
- 2023 Stipendium der Akademie der Künste für die Villa Serpentara in Olevano Romano
- 2021 Recherchestipendium für Literatur der Stadt Berlin
- 2021 Wolfgang-Weyrauch-Förderpreis
- 2017 Aufenthaltsstipendium der Villa Decius, Krakau

## Veröffentlichungen

### Lyrik
- 2022 Schaum, SuKuLTuR, ISBN 978-3955661526
- 2022 Pandoras Playbox, Verlagshaus Berlin, ISBN 978-3910320000
- 2019 Kippbilder, Verlagshaus Berlin, ISBN 978-3945832318
- 2017 Stempelkissenbuch, SuKuLTuR, ISBN 978-3955660703
- 2016 zwischen den prasselnden punkten, Verlagshaus Berlin, ISBN 978-3945832127

### Essay
- 2021 Körper und Zeilen. Falschrum Books, ISBN 978-3982077949

### Übersetzung
- 2019 Izabela Morska: Madame Intuita. Parasitenpresse, Köln 2019